# Ignacy Abłamowicz
Ignacy Abłamowicz herbu Abdank, s. Dominika (ur. 1787, zm. 1848) – polski fizyk, profesor Uniwersytetu Wileńskiego. 

## Życiorys
Ignacy Abłamowicz był absolwentem Uniwersytetu Wileńskiego. Przez kilka lat kształcił się za granicą. Po powrocie do kraju wykładał fizykę w Liceum Krzemienieckim, a następnie przeszedł jako profesor zwyczajny do Uniwersytetu w Kijowie, gdzie objął katedrę fizyki.
W 1840 roku został uznany za szlachcica państwa rosyjskiego. Decyzje taką podjęto na posiedzeniu Heroldii Cesarstwa.
Ignacy Abłamowicz ożenił się z Anną z Hoffmanów, z którą miał córkę Anielę Abłamowicz. Był właścicielem majątku Justianów (obecnie na Litwie).